# Židovi u Bjelorusiji
Židovi u Bjelorusiji su bili treća najveća etnička skupina u zemlji u prvoj polovici 20. stoljeća. Prije Drugog svjetskog rata, Židovi su bili treći najveća etnička skupina u Bjelorusiji, te su u mnogim gradovima i mjestima činili više od 40 % stanovništva. Stanovništvo gradova kao što su Minsk, Pinsk, Mogiljov, Bobrujsk, Vitebsk i Gomelj je više od 50 % bilo židovsko. Godine 1897. bilo je 724.548 Židova u Bjelorusiji, odnosno 13,6 % od ukupnog stanovništva.  Oko 800.000 Židova 90 % židovske populacije ubijeno je tijekom holokausta. Prema popisu stanovništva iz 2009. u Bjelorusiji ih živi još 12.926 (0,1 % stanovništva) iako neke organizacije veće brojeve.

## Povijest
Na području današnje Bjelorusije dugo je bila Velika Kneževina Litva te je povijest bjeloruskih Židova usko povezana uz povijest Židova u Litvi. Već u 8. stoljeću Židovi su živjeli u dijelovima zemlje danas poznate kao moderna Bjelorusija.
Podrijetlo bjeloruskih Židova je bio predmet mnogih špekulacija. Smatra se da su sastavljeni od dvije različite struje židovske imigracije. Stariji i znatno manji dio došao je u područje koje će kasnije biti poznato kao Velika Kneževina Litva s istoka. Ovi rani doseljenici govorili su hebrejsko-slavenskim dijalektom koji ih razlikuje od kasnijih doseljenika koji su došli iz germanskih zemalja.
Tijekom vladavine Gediminasa Židovi s područja Kijeva i Volinije su potaknuti da nasele sjeverne dijelove Velike Kneževine Litve
Od 1569. godine Poljska i Velika Kneževina Litva su ujedinjene. To je obično smatra vremenom prosperiteta i relativne sigurnosti za Židove u obadvije zemalje (s izuzetkom Hmeljnickog ustanka u 17. stoljeću). Međutim, nekoliko događanja, poput izgona Židova između 1495. i 1503. dogodilo se unutar Velike Kneževine Litve. Oni koji su preživjeli ustanak vratili su se u svoje stare domove u drugoj polovici 17. stoljeća.
Godine 1792. broj Židova u Velikoj Kneževi Litvi procijenjuje se na 250.000 ( u usporedbi s 120 tisuća 1569). Cijela trgovina i industrija u zemlji bila je u rukama Židova. Plemstvo je živilo na svojim imanjima i gospodarstvima, od kojih su nekima upravlji Židovi.

### Drugi svjetski rat
Tijekom Drugog svjetkog rata počinjeni su veliki zločini protiv Židova. Zločini protiv židovskog stanovništva u njemačkim osvojenim područjima počeli su gotovo odmah, sa slanjem Einsatzgruppena. Lokalni antisemiti su ohrabreni da sami vrše likvidacije. Do kraja 1941., bilo je više od 50.000 vojnika posvećenih tjeranju i ubijanju Židova. Postupna industrijalizacija ubojstva dovelo je do donošenja konačnog rješenja i uspostavu Operacije Reinhard koja je imala za plan istrebljenje poljskih Židova u Generalnom gubernatorstvu. Od sovjetskog Židova stradalih u holokaustu, 800.000 bili su bjeloruski. Oko 90 % od ukupnog broja bjeloruskog Židova.

## Drugi dio 20. stoljeća i današnjica
U drugoj polovici 20. stoljeća, počeo je veliki emigrantski val bjeloruskih Židova prema Izraelu i Sjedinjenim Američkim Državama. Godine 1979. bilo je 135.400 Židova u Bjelorusiji. Veliki broj Židova se odselio i 1990.-tih. Prema popisu stanovništva iz 1999. procjenjuje se da je samo 29.000 Židova ostalo u zemlji. Međutim, lokalne Židovske organizacije govore o 50.000, a židovska Agencija smatra da ih ima 70.000. Oko polovica Židova živi u Minsku.

## Poznati bjeloruski Židovi
- Marc Chagall, slikar
- Menachem Begin, političar
- Eliezer Ben-Yehuda, jezikoslovac
- Chaim Weizmann, političar, znastvenik
- Shimon Peres, političar
- Irving Berlin, skladatelj
- Louis B. Mayer, poduzetnik
- Antoine Pevsner, kipar
- Yitzhak Shamir, političar
- Chaim Soutine, slikar
- Immanuel Velikovsky, pisac
- Anna Smašnova, tenisačica

## Vanjske poveznice
- Андрэй Шуман. Ашкеназскія габрэі як адзін з карэнных народаў Беларусі  Arhivirana inačica izvorne stranice od 6. srpnja 2011. (Wayback Machine) (Andrew Schumann. Aškeski Židovi jedni od starosjedilaca Bjelorusije)
- (rus.) Иудейская Беларусь: из прошлого в настоящее  Arhivirana inačica izvorne stranice od 16. rujna 2009. (Wayback Machine), Razgovor s Jakau Hutman ; engleski prijevod
- Savez bjeloruskih iseljenika u Izraelu  Arhivirana inačica izvorne stranice od 6. srpnja 2007. (Wayback Machine)
- Antisemitizam je u 21. stoljeću u Europi  Arhivirana inačica izvorne stranice od 7. srpnja 2007. (Wayback Machine)
- Povijest bjeloruskih Židova  Arhivirana inačica izvorne stranice od 9. listopada 2013. (Wayback Machine)
- Holokaust sovjetskih Židova
- Demografija, 1939.–1959.
- Chabad-Lubavitch Center u Bjelorusiji
- Sjećanje za Židove iz Lide  Arhivirana inačica izvorne stranice od 26. travnja 2017. (Wayback Machine)
- Brit Hadasha